# 奧勒岡小徑
奧勒岡小徑（英語：Oregon Trail）是19世紀北美大陸西部拓荒時代美國的開拓者、移民通行的主要道路之一。奧勒岡小徑從密蘇里州橫越堪薩斯州、內布拉斯加州、懷俄明州、愛達荷州，終點抵達奧勒岡州，全长3490公里。1869年，大陸橫貫鐵路開通後，這條道路的長距離交通功能最後被鐵道取代。

## 脚注
1. ↑  Oregon Trail, Death on the Trail. （页面存档备份，存于）The Oregon Trail: From Wyoming Tales and Trails. Retrieved December 23 2007.
2. ↑  . U.S. DEPARTMENT OF THE INTERIOR - BUREAU OF LAND MANAGEMENT. n.d.  [May 12, 2016]. （原始内容存档于2016-03-04）.